# Sonic Prime Dash
Sonic Prime Dash es un videojuego de la serie Sonic the Hedgehog, desarrollado por Hardlight y publicado por Netflix para iOS y Android. El juego es una versión alterada de Sonic Dash+ exclusiva del servicio. Los jugadores pueden jugar inmediatamente como personajes de la serie de televisión Sonic Prime, con las excepciones de Knuckles the Dread, Thorn Rose y Grim Sonic, respectivamente. Los personajes del Sonic Dash original (aunque no los personajes que son disfraces/formas alternativas) también se pueden desbloquear con el uso de Red Star Rings o recolectando Character Tokens. El juego se lanzó el 13 de julio de 2023, para coincidir con la segunda temporada del programa.

## Jugabilidad
Sonic Prime Dash es un juego de carrera sin fin. El juego presenta personajes de la franquicia Sonic que corren por varios niveles a gran velocidad. Los jugadores deben deslizar el dedo hacia la izquierda y la derecha para evitar obstáculos y recolectar anillos. También se pueden recolectar potenciadores para ayudar a Sonic a correr más rápido o saltar más alto.

### Cambios
- Sonic, Tails Nine y Rusty Rose de Boscage Maze se desbloquean automáticamente después de completar el tutorial del juego.

- Los personajes de Sonic Prime tienen bonificaciones de afinidad con animales exclusivamente en esta versión del juego.

- - Boscage Maze Sonic tiene afinidades con Flicky y Rocky.
  - Tails Nine tiene afinidades con Picky y Pocky.
  - Rusty Rose tiene afinidades con Pecky y Ricky.
  - Knuckles the Dread tiene afinidades con Cucky y Ricky.
  - Thorn Rose tiene afinidades con Picky y Ricky.
  - Grim Sonic tiene afinidades con Cucky y Pecky.

- Se eliminaron por completo todos los anuncios y las compras dentro de la aplicación. Las cosas que antes tenían que desbloquearse comprándolas con dinero real ahora solo requieren Red Star Rings.

- Realizar con éxito la combinación de trucos al tocar un resorte ahora puede otorgar al jugador una cierta cantidad de fichas de personaje y Red Star Rings al azar.

- Los personajes exclusivos de los eventos requieren 500 fichas para desbloquearse en lugar de 250.

- Para mejorar cualquier personaje, es necesario utilizar fichas de personaje en lugar de anillos después de la tercera y séptima mejora.

- Sonic Prime Dash no cuenta con el sistema de tarjetas de personaje de Sonic Dash, sino que conserva el sistema de fichas de personaje.

- New Yoke City aparece como una zona jugable permanente.

- Dr. Babble aparece como un jefe peleable permanente.

## Recepción
Antonio Samson de Hardcore iOS escribió: "Sonic Prime Dash destaca por sus impresionantes gráficos y controles sencillos pero fluidos. Sin embargo, el juego decepciona al no mostrar la velocidad característica de Sonic ni introducir elementos nuevos que lo diferencien del título anterior".